# بيدروسا دي دويرو
بلدية بيدروسا دي دويرو (بالإسبانية: Pedrosa de Duero)‏, هي إحدى بلديات مقاطعة برغش, التي تقع في منطقة قشتالة وليون, والتي تقع في شمال غرب إسبانيا.
يبلغ عدد سكانها 517 نسمة وفقاً لإحصائية سنة (2002).